# Andezit
Andezit je temno obarvana finozrnata ekstruzivna magmatska kamnina (predornina) s srednjo sestavo in afanitsko do porfiritsko teksturo. Po sestavi je nekje med bazaltom in dacitom. Med tipičnimi minerali, ki sestavljajo kamnino, prevladujejo plagioklaz, piroksen in rogovača. Med spremljajočimi minerali so najpogostejši magnetit, cirkon, apatit, ilmenit, biotit in granat. Alkalni glinenci so lahko prisotni v majhnih količinah. Vsebnost kremena in glinencev je prikazana na diagramu QAPF, relativna vsebnost alkalij in kremena pa na diagramu TAS. 
Andeziti se razvrščajo po najbolj obilnih vtrošnikih. Primer: če je prevladujoči spremljajoči mineral rogovača, je kamnina rogovaški andezit.
Andezit se obravnava kot predorninski ekvivalent globočnine diorita. Kamnina je značilna za podrivna območja, kakršna so na primer na zahodnem robu Južne Amerike. Ime andezit izvira iz imena gorovja Andi.

## Nastanek
Andezit nastaja praviloma na konvergentnih (primikajočih se) stikih tektonskih plošč, lahko pa tudi drugje. Vmesne vulkanske kamnine nastajajo v različnih procesih:
- s hidracijskim taljenjen peridotita in frakcionirano kristalizacijo,
- s taljenjem podrinjene tektonske plošče, ki vsebuje sedimente, in
- z mešanjem felzične riolitske in mafične bazaltske magme v vmesnem rezervoarju pred odložitvijo ali izbruhom.

### Nastanek s frakcionirano kristalizacijo
Andezitska magma na področju otoških lokov, se pravi na aktivnih oceanskih stikih, nastaja z vzajemnim delovanem  toneče plošče in klinasto oblikovanega plašča nad njo. 
Iz mineralov v toneči oceanski litosferi, na primer iz amfibola, zeolitov, klorita in drugih, ki so nastali v oceanski litosferi med hidrotermalnim kroženjem v oceanskem grebenu, se odcepi voda. Minerali se pretvorijo v bolj stabilne brezvodne oblike, voda in topni elementi pa preidejo v klinasti del plašča nad tonečo ploščo.
Toneča plošča ali plašč nad njo se lahko raztalita. Če se raztali toneča plošča, se v talino lahko vključijo tudi podrinjeni sedimenti. Voda in začetna talina se dvigneta v klin plašča in sproži taljenje peridotita, iz katerega nastane bazaltska magma, obogatena s topnimi elementi, na primer s kalijem, barijem in svincem.
Talina se na poti proti površini umiri in ohladi, kar omogoči frakcionirano kristalizacijo s kremenom revnih mineralov. Vsebnost kremena v preostalem delu taline se zato poveča in iz nje nastane andezitska magma. 

### Nastanek z mešanjem magem
Bazaltska in riolitska magma se lahko mešata. Mešanje se običajno dogaja na področjih kontinentalnih lokov, kakršni so Andi, kjer je nad tonečo ploščo visok geotermalni gradient. Hidrotermalni tokovi lahko v spodnjem delu klina plašča ustvarijo sloj zmehčane, delno raztaljene skorje z vmesno ali felzično sestavo. Če v to anomalno vročo področje vdre bazaltska magma, povzroči delno taljenje skorje in se lahko pomeša z nastalo talino. Z mešanjem talin nastane  zmes z značilno andezitsko do trahitsko sestavo.
Druga možnost je, da bazaltska magma segreje lok nad seboj, sproži delno taljenje in celo asimilira sedimente in stare vulkanske kamnine, temu pa sledi frakcionirana kristalizacija. Količina asimiliranih kamnin je omejena, ker so hladne in bi v večjih količinah magmo ohladile do te mere, da bi se strdila.
Končna sestava andezitske in vmesne magme je rezultat frakcionirane kristalizacije, asimilacije, delnega taljenja in kontaminacije toneče plošče. 
Raziskovalci so leta 2009 odkrili andezit v deveh meteoritih (GRA 06128 in GRA 06129), ki so jih našli na ledeniku Graves Nunataks na Antarktiki. Meteorita bosta morda odkrila nek nov mehanizem nastajanja andezitske skorje.